# 1749
| 1749                        |
| --------------------------- |
| Dødsfald - Fødsler          |
| • Begivenheder • Litteratur |

| Gregoriansk kalender | 1749 MDCCXLIX           |
| Ab urbe condita      | 2502                    |
| Armensk kalender     | 1198 ԹՎ ՌՃՂԸ            |
| Kinesiske kalender   | 4445 – 4446 戊辰 – 己巳 |
| Etiopisk kalender    | 1741 – 1742             |
| Jødisk kalender      | 5509 – 5510             |
| Hindukalendere       |                         |
| - Vikram Samvat      | 1804 – 1805             |
| - Shaka Samvat       | 1671 – 1672             |
| - Kali Yuga          | 4850 – 4851             |
| Iransk kalender      | 1127 – 1128             |
| Islamisk kalender    | 1162 – 1163             |

Konge i Danmark: Frederik 5. 1746-1766

## Begivenheder

### Januar
- 3. januar - Danmarks første avis: Berlingske Tidende udkommer

### Juni
- 21. juni - Byen Halifax i Nova Scotia grundlægges

## Født
- 29. januar – Christian 7., konge af Danmark (1766-1808).
- 21. august – Thomas Thaarup, dansk digter (død 1821).
- 28. august – Johann Wolfgang von Goethe, tysk forfatter.
- 17. november – Nicolas Appert, fransk opfinder.